# Discografia di Jean-Michel Jarre

## Album in studio
- 1972 - Deserted Palace
- 1973 - Les Granges Brûlées (colonna sonora dell'omonimo film con Alain Delon)
- 1976 - Oxygène
- 1978 - Équinoxe
- 1981 - Magnetic Fields (Les Chants Magnétiques)
- 1983 - Musique pour Supermarché (una sola copia stampata)
- 1984 - Zoolook
- 1986 - Rendez-Vous
- 1988 - Revolutions
- 1990 - Waiting for Cousteau (En attendant Cousteau)
- 1993 - Chronologie
- 1997 - Oxygene 7–13
- 2000 - Métamorphoses
- 2001 - Interior Music edizione limitata per Bang & Olufsen, 1000 copie stampate
- 2002 - Sessions 2000
- 2003 - Geometry of Love
- 2007 - Téo & Téa
- 2007 - Oxygène: New Master Recording
- 2015 - Electronica: 1 The Time Machine
- 2016 - Electronica: 2 The Heart of Noise
- 2016 - Oxygène 3
- 2018 - Equinoxe Infinity
- 2021 - Amazônia
- 2022 - Oxymore

## Album dal vivo
- 1982 - Les Concerts en Chine
- 1987 - In Concert Houston-Lyon (ripubblicato nel 1997 come Cities in Concert Houston-Lyon nel box-set The Laser Years)
- 1989 - Jarre Live (ripubblicato nel 1996 come Destination Docklands)
- 1994 - Hong Kong
- 1998 - Paris Live Rendez-Vous '98 - Electronic Night
- 2004 - Jarre in China
- 2005 - Live from Gdańsk (Koncert w Stoczni)
- 2006 - Live Printemps de Bourges 2002 (pubblicato esclusivamente su iTunes)

## Remix e Cover
- 1995 - Jarremix
- 1998 - Odyssey Through O2
- 2006 - The Symphonic Jean Michel Jarre
- 2007 - Jean Michel Jarre - Vintage (ATB RMX)

## Raccolte
- 1983 - Musik aus Zeit und Raum (1983)
- 1983 - The Essential Jean Michel  (ristampato nel 1985 comeThe Essential 1976-1986)
- 1983 - Synthesis (pubblicato solo in Italia)
- 1987 - 10th Anniversary (box set in edizione limitata)
- 1989 - The Laser Years (Les Années Laser) (9-CD box contenente Cities In Concert Houston-Lyon, originariamente pubblicato come In Concert Houston-Lyon)
- 1990 - Jean Michel Collection
- 1990 - Razormaid
- 1991 - Oxygène - The Magic Of Jean Michel Jarre
- 1991 - Images - The Best of Jean Michel Jarre
- 1991 - Détente / Unwind
- 1992 - Razormaid - The Customize Series
- 1992 - L'Intégrale
- 1993 - Le Monde Musicale De Jean Michel Jarre
- 1997 - The Music Of Jean Michel Jarre
- 1997 - Unique JMJ
- 1997 - Jean Michel Jarre - Platinum
- 1998 - Jarre Logic - A Jean Michel Jarre Tribute
- 1998 - The Complete Oxygène (2-CD box contenente Oxygène e Oxygène 7-13 più bonus track)
- 2000 - Greatest Hits
- 2000 - Golden Collection
- 2004 - The Essential
- 2004 - AERO
- 2006 - Sublime Mix (edizione limitata per Jaguar France)
- 2007 - The Complete Oxygène (3 CD box set contenente Oxygène, Oxygène 7-13 e "Re-Oxygene" - Oxygene 7-13 Remixes)
- 2011 - Essentials & Rarities
- 2018 - Planet Jarre: 50 Years of Music

## Singoli
- 1971 - La Cage/Erosmachine
- 1973 - La Chanson des Granges Brûlées
- 1976 - Oxygène Part 4
- 1977 - Oxygène Part 2
- 1978 - Équinoxe Part 5
- 1978 - Équinoxe Part 4
- 1981 - Les Chants magnétiques (Magnetic Fields) Part 2
- 1981 - Les Chants magnétiques (Magnetic Fields) Part 4
- 1981 - The Last Rumba
- 1982 - Orient Express
- 1982 - Souvenir de Chine (Souvenir of China)
- 1984 - Zoolook
- 1985 - Zoolookologie
- 1986 - Fourth Rendez-Vous
- 1987 - Second Rendez-Vous/Second Rendez-Vous Houston Live
- 1988 - Revolutions chiamato anche Revolution, Revolutions
- 1988 - London Kid (featuring Hank Marvin)
- 1989 - Oxygene-Destination Docklands
- 1990 - Calypso
- 1991 - Eldorado
- 1993 - Chronologie Part 4
- 1993 - Chronologie Part 2
- 1993 - Chronologie Part 6/Chronologie Part 6 Live Hong Kong
- 1993 - Chronologie Part 8
- 1997 - Oxygène 8
- 1997 - Oxygène 10
- 1997 - Oxygène 7
- 1998 - Rendez-Vous '98 (featuring Apollo 440)
- 1998 - Together Now (featuring Testuya Komuro)
- 2000 - C'est La Vie (featuring Natacha Atlas)
- 2000 - Tout Est Bleu
- 2004 - Aerology
- 2007 - Téo & Téa
- 2007 - Vintage
- 2015 - Singles 2015
- 2022 - Brutalism

## Video
- 1980 - Place De La Concorde (1980, VHS PAL-G & SECAM)
- 1989 - The China Concerts
- 1989 - Rendez-vous Houston: A City in Concert
- 1989 - Rendez-vous Lyon
- 1989 - Destination Docklands
- 1991 - Images: The Best of Jean Michel Jarre
- 1992 - Paris la Défense
- 1994 - Europe in Concert
- 1995 - Concert pour la Tolerance
- 1997 - Oxygen in Moscow (Pubblicato negli U.S.A. e in Brasile)
- 1998 - Paris Live: Rendez-vous 98 Electronic Night (pubblicato in Giappone come parte del boxset TK 1998 di Testuya Komuro)
- 2004 - Aero DVD
- 2004 - Live in Beijing (pubblicato solo in Francia)
- 2005 - Jarre in China (ripubblicato in Europa con contenuti speciali)
- 2005 - Jean-Michel Jarre: Solidarnosc Live
- 2007 - Teo & Tea DVD (DVD contenente la versione in HD del video di Téo & Téa pubblicato nell'edizione speciale di Téo & Téa)
- 2007 - Oxygène in Moscow DVD (contiene il concerto Oxygène in Moscow del 1997 e il documentario The Making Of Oxygène in Moscow)
- 2007 - Oxygène 2D DVD (disponibile in Oxygene: Live in Your Living Room versione speciale di Oxegène: New Master Recordings)
- 2007 - Oxygene 3D DVD (disponibile nell'edizione limitata di Oxygene: Live in Your Living Room e contenente anche un paio di occhiali 3D)

## Videografia
- 1976 - Oxygène 4 (da Oxygène)
- 1978 - Equinoxe 4 (da Équinoxe)
- 1979 - Equinoxe 5 (da Équinoxe)
- 1981 - Magnetic Fields 2 (da Magnetic Fields)
- 1982 - Orient Express (da The Concerts in China)
- 1982 - Souvenir Of China (da The Concerts in China)
- 1984 - Zoolook (da Zoolook)
- 1985 - Zoolookologie (da Zoolook)
- 1986 - Rendez-Vous 4 (da Rendez-Vous)
- 1988 - Revolution (da Revolutions)
- 1988 - London Kid (featuring Hank Marvin) (da Revolutions)
- 1989 - Oxygene 4 (penguin video) (da Jarre Live)
- 1990 - Calypso (da Waiting for Cousteau)
- 1990 - Calypso (Paris la Defense) (da Waiting for Cousteau)
- 1993 - Chronologie 4 (da Chronologie)
- 1993 - Chronologie 4 (astronaut video) (da Chronologie)
- 1993 - Chronologie 2 (da Chronologie)
- 1993 - Chronologie 8 (da Chronologie)
- 1997 - Oxygene 8 (da Oxygène 7-13)
- 1997 - Oxygene 8 (animated video) (da Oxygène 7-13)
- 1997 - Oxygene 8 (remix) (da Oxygène 7-13)
- 1997 - Oxygene 10 (Sash! Remix) (da [[Odyssey Through O2]])
- 1998 - Rendez-Vous '98 (featuring Apollo 440) (da [[Odyssey Through O2]])
- 1998 - Together Now (featuring Tetsuya Komuro)
- 2000 - C'est La Vie (featuring Natacha Atlas) (da Métamorphoses)
- 2000 - Tout Est Bleu (da Métamorphoses)
- 2004 - Aerology (da AERO)
- 2007 - Téo & Téa (da Téo & Téa)
- 2007 - Oxygene 4 (The Penguins Return) (da Oxygène: New Master Recording)
- 2007 - Oxygene 4 (da Oxygène: New Master Recording)